# 伤仲永
《伤仲永》是北宋政治家、文学家王安石所写的一篇议论文，选自《临川先生文集》。通过记述一個叫做方仲永的金谿人（今江西省金溪县）天资聪慧却在后天没有继续学习最终“泯然众人矣”的故事。说明了人即使天赋很高，如果不努力学习，也很难取得成绩；同时也告诉了人们后天学习对于人才成长起着关键的作用。　　
《伤仲永》一文对后世影响很大，中华人民共和国初中语文教材收录了这篇文章（現已移出課本）；亦被香港教育局列為中國語文科第三學習階段（即初中）「文言經典」建議篇章。
1999年台灣開發民間出版社編輯教科書，部分出版社如三民書局、東大書局的中學國文教科書收錄此文。